# Hansted Skov
Hansted Skov är en skog i Danmark.   Den ligger sydost om Gedved i Horsens kommun i Region Mittjylland, i den centrala delen av landet, 170 km väster om Köpenhamn. 